# Jozef De Bruycker
Jozef De Bruycker (Sint-Truiden, 26 september 1891 – Roeselare, 3 maart 1942) was een Belgisch modern architect en politicus voor het V.N.V..

## Vroege loopbaan
Jozef De Bruycker volgde les in Hasselt en humaniora in Luik. Hij studeerde voor architect aan het Sint-Lucasinstituut in Gent. Op dat moment is de invloed van de neogotiek op de gevormde architecten groot. Hij studeert net voor de Eerste Wereldoorlog af en is tijdens die oorlog als soldaat aan het front actief.
Na de Eerste Wereldoorlog belandt De Bruycker als architect in Roeselare. Hij is eerst werkzaam bij Emiel Duyvewaardt, later bij de ‘Westvlaamse Wederopbouwmaatschappij’, opgericht door de Belgische Boerenbond. De wederopbouwarchitecten in Roeselare en omgeving verschillen dan vaak van mening over de stijl waarin gebouwen moesten heropgericht worden : modern of traditioneel. De laatste stijl haalde de bovenhand en dat is ook te merken in het werk van De Bruycker dat bekend is.

## Moderne periode
In de jaren 1920 is De Bruycker niet alleen architect, maar hij ontwerpt ook meubelen. In 1925 is hij directeur bij de meubelfabriek NV ‘Het Binnenhuis’ en werkt hij samen met enkele kunstenaars zoals Huib Hoste en Victor Servranckx die zijn stijl van werken veranderen. Hij komt in contact met de moderne Nederlandse architectuur van onder meer Willem Dudok.
In 1927 wordt hij zelfstandig architect. Hij bouwt voor zichzelf een woning op de pas geopende O.-L.-Vrouwemarkt in een moderne bouwstijl. Het is zijn eerste gebouw waarin duidelijk de invloed van de moderne architectuur naar boven komt. Het gebouw kent een betonnen skeletstructuur en een experimentele constructiemethode. De woning werd zijn visitekaartje en is inmiddels als monument erkend. Van de jaren 1990 tot 2013 doet de woning dienst als bibliotheek ‘De Vriendschap’. 
De Bruycker ontwerpt in de daaropvolgende jaren verschillende woningen in een moderne stijl. 
Zo is er de woning Van Herzele in de Beversesteenweg te Roeselare (ook als monument geklasseerd) dat uit een aaneenschakeling van volumes bestaat en heel kubistisch aandoet. Hetzelfde geldt voor de woning Maertens in de Stationsdreef dat opvalt door een halfronde hoek en aparte plaatsing van raamelementen. 
De opvallendste moderne woning in Roeselare was de woning van de familie De Buscher-Declercq in de Veldstraat die zeer kubistisch was en ook rond een betonskelet opgebouwd werd. De woning bestaat nog en is later grondig verbouwd. De nieuwe eigenaars hebben de woning op basis van foto's uit het tijdschrift Bâtir bijna volledig in ere hersteld. Deze verbouwing werd bekroond met de onroerenderfgoedprijs in 2021. Voor deze woningen ontwierp hij vaak ook meubels. 
Zijn meest geroemde ontwerp is dat van de woning "De Ooievaar" van dokter Camiel Depuydt in de Elisabethlaan 233A en 235 Oostende uit 1935 en bestaande uit 2 aan elkaar verbonden volumes, die ondertussen (1986) zijn gerenoveerd en verbouwd in 2woonsten. Opvallend is ook zijn ontwerp van de villa ’t Eiland voor de familie Debaillie in Lichtervelde. Hierin begint hij zijn moderne ideeën al wat te verlaten. Dit kenmerkt ook zijn stijl in de laatste helft van de jaren 1930.

## Vlaams-nationalist
De Bruycker was tijdens het Interbellum terug te vinden in de Vlaams-nationalistische ideologie. Hij was lid van het Verdinaso en het V.N.V.. In 1926 had hij nog aan de gemeenteraadsverkiezingen in Roeselare deelgenomen voor de Frontpartij, samen met onder meer Hendrik Demoen. Hij werd toen niet verkozen. Op 30 juli 1941 werd hij door de Duitsers aangesteld als schepen ter vervanging van schepen Edmond Loncke die te oud was om verder te mogen zetelen. De Bruycker overleed enkele maanden later op 3 maart 1942 na een heelkundige ingreep. Zijn archief ging in de nadagen van de Tweede Wereldoorlog verloren.